# 1668
1668 (MDCLXVIII) byl rok, který dle gregoriánského kalendáře započal nedělí.

## Události
- 2. května – Podepsán mír v Cáchách, který ukončil devoluční válku.

### Probíhající události
- 1652–1689 – Rusko-čchingská válka
- 1667–1668 – Devoluční válka

## Narození

### Česko
- 07. září – Christian Lagler, barokní stavitel působící na Teplicku († 14. srpna 1741)
- 24. října – Petr Brandl, český malíř († 24. září 1735)
- 03. listopadu – Martin Honorius Czechura, český teolog a filozof († 1726)
- neznámé datum
  - František Baugut, český jezuita, sochař, řezbář a truhlář († 16. února 1726)

### Svět
- 25. února – Gottlieb Wernsdorf, německý teolog († 1. července 1729)
- 19. března – Francesco Gasparini, italský hudební skladatel († 22. března 1727)
- 27. března – Cornelio Bentivoglio, italský kardinál († 30. prosince 1732)
- 08. května – Alain-René Lesage, francouzský spisovatel († 17. listopadu 1747)
- 23. června – Giambattista Vico, italský filozof († 23. ledna 1744)
- 03. září – Alžběta Meklenburská, meklenburská princezna a sasko-merseburská vévodkyně († 25. srpna 1738)
- 18. října – Jan Jiří IV. Saský, saský kurfiřt († 27. dubna 1694)
- 30. října – Žofie Šarlota Hannoverská, pruská královna († 1. února 1705)
- 10. listopadu
  - Ludvík III. Bourbon-Condé, francouzský princ královské krve a kníže z Condé († 4. března 1710)
  - François Couperin, francouzský skladatel a varhaník († 11. září 1733)
- 13. listopadu – Kryšpín z Viterba, katolický světec († 19. května 1750)
- 14. listopadu – Johann Lukas von Hildebrandt, rakouský architekt († 16. listopadu 1745)
- 11. prosince – Apostolo Zeno, italský básník, libretista a novinář († 11. listopadu 1750)
- 31. prosince – Herman Boerhaave, nizozemský lékař, botanik a chemik († 23. září 1738)
- neznámé datum
  - Husajn Šáh, perský šáh († 1726)

## Úmrtí

### Česko
- 31. května – Jan Vilém Libštejnský z Kolovrat, tridentský, pražský, brněnský a olomoucký kanovník (* 29. září 1624)

### Svět
- 22. ledna – Giovanni Battista Maria Pallotta, římskokatolický duchovní, papežský diplomat a kuriální kardinál (* 2. února 1594)
- 21. dubna – Jan Boeckhorst, vlámský barokní malíř (* kolem 1604)
- 19. května – Philips Wouwerman, holandský malíř krajin (* pokřtěn 24. května 1619)
- 23. listopadu – Reinier van Persijn, nizozemský malíř a rytec (* 1615)
- 03. prosince – William Cecil, 2. hrabě ze Salisbury, anglický vojevůdce a šlechtic (* 28. března 1591)
- neznámé datum
  - únor – Jan Goedart, nizozemský přírodovědec (* 19. březen 1620)
  - Vasilij Jermolajevič Bugor, jenisejský kozák (* 1600)

## Hlavy států
- Anglie – Karel II. (1660–1685)
- Francie – Ludvík XIV. (1643–1715)
- Habsburská monarchie – Leopold I. (1657–1705)
- Osmanská říše – Mehmed IV. (1648–1687)
- Polsko-litevská unie – Jan Kazimír II. Vasa (1648–1668)
- Rusko – Alexej I. (1645–1676)
- Španělsko – Karel II. (1665–1700)
- Švédsko – Karel XI. (1660–1697)
- Papež – Klement IX. (1667–1669)
- Perská říše – Safí II.